# 贾丹兵
贾丹兵（1955年—），河北深县人，汉族，中华人民共和国政治人物、第十二届全国人民代表大会解放军代表。
毕业于黑龙江省经济管理干部学院管理学专业。1973年12月加入中国共产党。2013年，担任全国人大代表。